# Sankt-Peter-und-Paul-Kapelle (Znojmo)
Die Sankt-Peter-und-Paul-Kapelle war eine Kapelle in der Stadt Znojmo (Znaim) in Tschechien.

## Geschichte
Über den Zeitpunkt oder den Anlass zur Errichtung der Sankt-Peter-und-Paul-Kapelle liegen keine Unterlagen vor. Es gibt allerdings die Vermutung, dass die kleine Kapelle ursprünglich die Grenze zwischen dem christlich und jüdisch bewohnten Stadtteil markieren sollte.
Die erste urkundliche Erwähnung des Bauwerks stammt aus dem Jahr 1420. Ein Goldschmied vermachte der Sankt-Peter-und-Paul-Kapelle Geld, um während der Nachtstunden und während der Abhaltung von heiligen Messen die Beleuchtung durch eine Lampe zu finanzieren. Auch spätere schriftliche Zeugnisse haben vor allem finanzielle Zuwendungen an die Kapelle zum Inhalt. 1577 etwa wurden umfangreiche Reparaturarbeiten durchgeführt. Eintragungen in den Rechnungsbüchern der Stadt Znaim lassen die Vermutung zu, dass das Gebäude von der Stadt erhalten wurde.
Bis zur Übernahme der Kapelle durch die Protestanten wurden die Gottesdienste mit großer Wahrscheinlichkeit von Priestern der Sankt Niklaskirche abgehalten. Vor 1580 protestierte Sebastian Freitag in seiner Funktion als Abt des Stiftes Klosterbruck dagegen, dass seinem Stift der Zugriff auf die Sankt-Peter-und-Paul-Kapelle, die Wenzelskapelle, die Sankt Bernhardin-Kapelle und weitere Kapellen in der Stadt verwehrt wurde. Auf Befehl des Kaisers Rudolf II. untersuchte im Juli 1579 eine landesfürstliche Kommission in Znaim den Fall. Als Teilerfolg wurden ihm wieder die Schlüssel für die Wenzelskapelle und die Sankt Niklas-Kirche übergeben.
Erst nach der Schlacht am Weißen Berg am 8. November 1620 erhielt die Pfarre Sankt Niklas die Sankt-Peter-und-Paul-Kapelle als Tochterkapelle wieder zurück, die sich daraufhin zu einem Treffpunkt religiöser Bruderschaften entwickelte.
Unter Kaiser Joseph II. wurden diese Bruderschaften aufgelöst und die als entbehrlich angesehenen Kapellen, darunter auch die Sankt-Peter-und-Paul-Kapelle, geschlossen und entweiht. Zunächst war die Stadt an der Kapelle als zukünftiges Theater interessiert, doch für diesen Zweck war diese vermutlich dann doch zu klein. 1786 wurde die ehemalige Kapelle dem k.k. Ärar als Salzlegstätte überlassen.
Mit der Freigabe des Salzhandels im Jahr 1830 gelangte das jetzige Lagerhaus wieder in den Besitz der Stadt, die das Gebäude nach dem Abbruch des Presbyteriums als Aufbewahrungsort für die städtischen Feuerlöschgeräte nutzte. Nach der Erweiterung des Znaimer Theaters in der ehemaligen Kapelle des benachbarten Clarissinnenklosters um einen Redoutensaal wurden die ehemalige Kapelle und ein daran angebautes Wohnhaus abgerissen, um den Zufahrtsweg verbreitern zu können.
Zur Erinnerung an die hier bestandene Sankt-Peter-und-Paul-Kapelle wurde der durch den Abbruch entstandene Platz erst als Petersplatz, später Ottokarplatz und gegenwärtig als Václavském náměstí (Wenzelsplatz) benannt.
Mehrere Spenden von Anrainern des neuen Platzes ermöglichten 1840 die Verlegung eines Brunnens aus dem ehemaligen Clarissinnenkloster hierher.